# Jonathan Howard
Jonathan Howard (Lancashire, 23 gennaio 1987) è un attore britannico.

## Carriera
Ha iniziato a recitare nel 2001 comparendo nello show Looking After the Penneys. Tra il 2005 al 2007 ha fatto parte del cast della serie televisiva britannica Dream Team, interpretando il calciatore Gavin Moody. Ha frequentato la London Academy of Music and Dramatic Art tra il 2008 e il 2011.
Nel 2013, è apparso nel film di guerra zombi World War Z con Brad Pitt e nel film dei Marvel Studios Thor: The Dark World nei panni di Ian Boothby. L'anno successivo, recita nelle serie Mr Selfridge e Episodes.

## Filmografia parziale

### Cinema
- World War Z, regia di Marc Forster (2013)
- Thor: The Dark World, regia di Alan Taylor (2013)
- Night Fare, regia di Julien Seri (2015)
- Godzilla II - King of the Monsters (Godzilla: King of the Monsters), regia di Michael Dougherty (2019)

### Televisione
- Tre fantastiche tredicenni (Girls in Love) – serie TV, un episodio (2003)
- Dream Team – serie TV, 50 episodi (2005)
- Doctors – serie TV, un episodio (2007)
- Hollyoaks – serie TV, un episodio (2008)
- Titanic – serie TV, (2012)
- Holby City – serie TV, un episodio (2012)
- Downton Abbey – serie TV, 2 episodi (2013)
- Mr Selfridge – serie TV, 4 episodi (2014)
- Episodes – serie TV, 8 episodi (2014-2015)
- Dominion – serie TV, 7 episodi (2014)
- Kingdom – serie TV, 7 episodi (2016)
- The Last Ship – serie TV, 8 episodi (2017)

## Doppiatori italiani
Nelle versioni in italiano delle opere in cui ha recitato, Jonathan Howard è stato doppiato da:
- Davide Perino in Thor: The Dark World
- Gianfranco Miranda in The Last Ship
- Alessandro Messina in Godzilla II - King of the Monsters